# Wirtschaftende Verwaltung
Die wirtschaftende Verwaltung umfasst vor allem das Verwalten der Einnahmen und Ausgaben der öffentlichen Hand unter wirtschaftspolitischen Gesichtspunkten. Sie ist dabei an geltende Rechtsvorschriften streng gebunden, es spielen dabei aber auch Zweckmäßigkeit, Wirtschaftlichkeit, Effektivität und Ertrag ein bestimmende Rolle. Die persönliche Einschätzung der Verantwortungsträger spielt bei der Interpretation der Rechtsvorschriften eine Rolle, damit der Leitgedanke der Vorschriften, einer erfolgreichen Tätigkeit, vollzogen werden kann. Privatrechtliche organisierte Wirtschaftsunternehmen der öffentlichen Hand gehören nicht dazu.
- zur wirtschaftenden Verwaltung gehört zum Beispiel die Forstverwaltung – sie bewirtschaftet Wald und damit Vermögen des Staates, andererseits gehört sie auch der Ordnungsverwaltung an. Der Begriff ist somit idealtypisch und fließend.
- Beschaffungsämter sind ein typisches Beispiel